# 잭 러셀 테리어

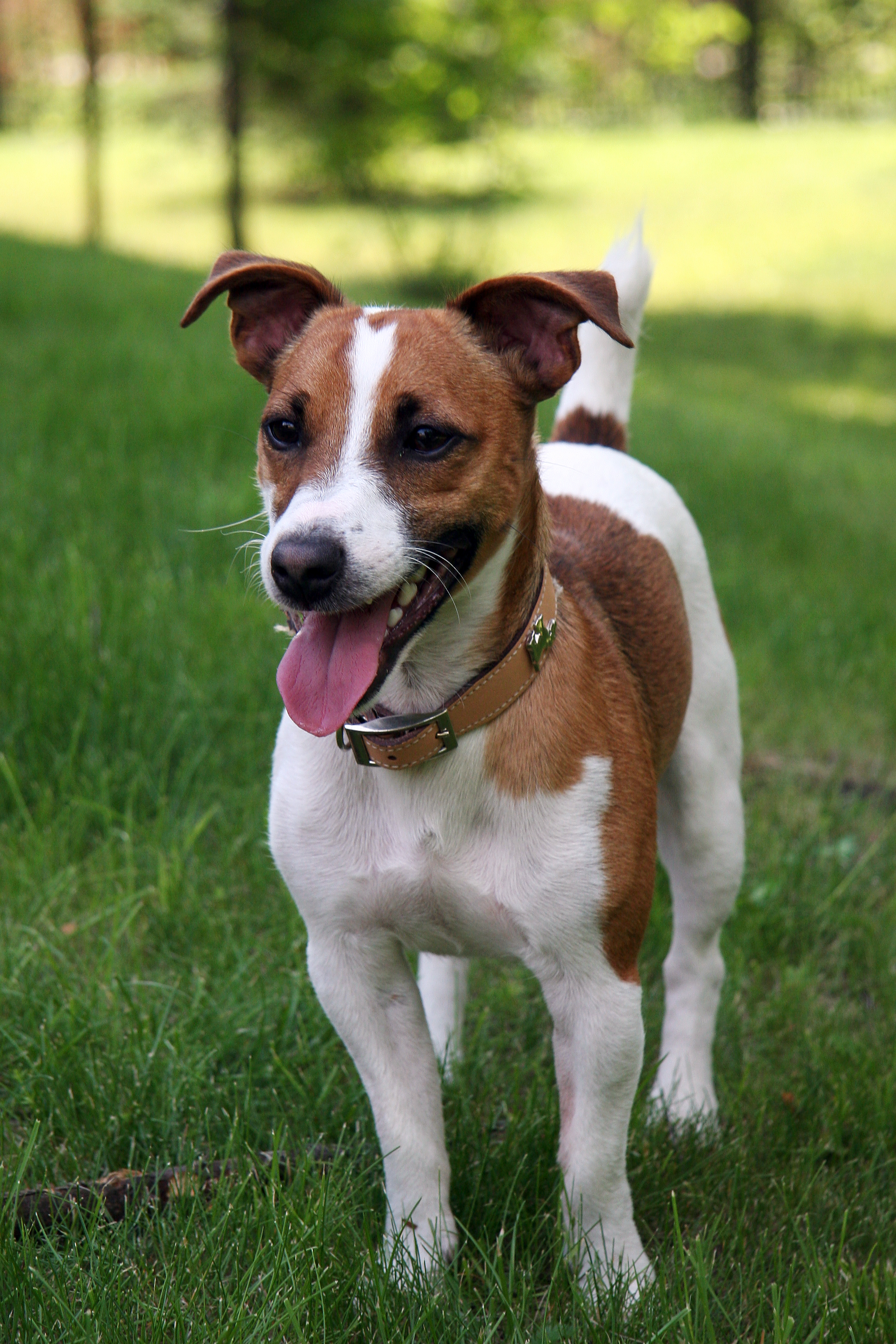
스무스 타입의 털을 가진 잭 러셀 테리어

잭 러셀 테리어(Jack Russell Terrier)는 주로 흰색의 몸통에 짧거나 그보다 조금 길고 거친 털을 지닌 영국산 테리어 견종으로 땅굴 속에 숨은 여우를 사냥할 목적으로 교배된 소형견이다. 19세기 잉글랜드에서 수렵견 브리더로 유명했던 존 러셀 목사(1795~1883)가 지금은 멸종되어 사라진 화이트 잉글리시 테리어를 바탕으로 스무스 폭스 테리어와 보더 테리어 등을 체계적으로 교배함으로써 만들어졌다.

## 외모
외모는 같은 여우 사냥개인 스무스 폭스 테리어와 흡사하지만 그보다는 다리가 짧으며 몸도 작다. 이빨은 가위교합이고, 몸집에 비해 상당히 크고 무는 힘이 강하다. 표준 체중은 6.4–8.2 kg이며 어깨 높이는 25–38 cm이다. 눈은 둥글거나 타원형이고, 대부분의 경우 짙은 갈색이다. 다리가 곧고 몸 전체의 균형이 잡혀 있어서 전체적으로 탄탄하고 다부진 느낌을 준다. 털은 이중모로 뻣뻣하고 방수성이 있으며, 털의 길이에 따라 짧은 털의 스무스(smooth coat), 스무스와 비슷하지만 몸 전체나 일부에서 조금 긴 털이 튀어나온 브로큰(broken coat), 몸 전체가 중간 길이의 길고 거친 털로 덮힌 러프(rough coat)의 세 가지 타입으로 나뉜다. 귀는 땅을 팔 때도 흙이 들어가지 않도록 역삼각형 모양으로 앞으로 접힌다. 얼굴과 몸통에는 사냥개 특유의 황갈색이나 검은색의 얼룩 마킹이 있다. 몸 전체의 적어도 51%는 흰색이어야 하는데, 이것은 사냥 중에 사냥감인 붉은 여우로 오인받아 오발 사고가 일어나는 것을 피하기 위해서이다.
좁은 땅굴 속에 몸이 박혔을 때 주인이 한손으로 쥐고 꺼내기 좋도록 생후 1주 전에 꼬리의 3분의1 가량을 단미(斷尾)하는 관습이 있다. 사냥을 하든 안 하든 보기 좋다는 이유로 단미하는 견주나 브리더들이 여전히 많지만 동물 보호의 입장에서 굳이 자르지 않고 그대로 두는 견주들도 점차 늘어나는 추세이다.

## 특징
잭 러셀 테리어는 대형견에 맞먹는 강인한 체력과 뛰어난 도약력에 민첩함, 높은 지능, 섬세함, 호기심, 대담함, 집요함을 두루 갖췄으며, 쾌활하고 사람을 무척 좋아하지만 독립심이 왕성하고 고집이 세므로 생후 3개월부터 체계적인 복종 훈련을 시킬 필요가 있다. 땅을 잘 파며, 후각과 청력이 뛰어나서 좁고 어두운 곳에서도 작은 동물을 쉽게 찾아내므로 영국에서는 농장의 쥐를 잡는 데도 많이 쓰였다. 사냥꾼이 달리는 말을 몇 시간 동안이나 따라갈 수 있는 빠른 발과 지구력을 겸비한 극소수의 소형견 중 하나이며, 단독 사냥에 능해서 이틀 이상을 땅굴 속에 틀어박혀 사냥감을 쫓아다녔다는 에피소드도 있다. 말을 타고 사냥개들과 함께 사냥감을 쫓는 전통적인 영국식 여우 몰이에서는 하운드종인 비글 무리와 협력하는 경우도 종종 있다.
몸집은 작아도 이중모라서 털이 워낙 많이 빠지고 체질적으로 하루에 최소 세 시간의 활발한 운동을 필요로 하기 때문에 초보자가 아파트 등의 좁은 공간에서 애완견으로 키우기에는 적합하지 않으며, 넓은 뜰과 높은 울타리가 있는 단독주택의 실내에서 기르는 것이 바람직하다. (의외로 추위와 더위를 많이 타기 때문에 냉난방 설비를 완비한 넓은 영국식 견사를 마련해 주지 않는 이상 마당에서 기르기에는 적합하지 않다. 설령 그런 견사가 있다고 해도 질주 본능이 강한 사냥개 견종이므로 풀어주지 않고 견사 안에 가둬 두거나 집 지키는 개처럼 계속 묶어 놓는다면 스트레스로 인해 감당할 수 없을 정도의 비정상적인 행동 패턴을 보이므로 유의해야 한다.) 워낙 영리하고 눈치가 빠르기 때문에 견주가 애정을 가지고 훈련시킨다면 최고의 가정견이 될 수 있지만, 개가 요구하는만큼 관심을 기울이지 않거나 운동을 시키지 않고 방치해 두면 주위의 기물이나 가구를 장난감으로 간주하고 파손하는 등 파괴적인 성향을 보이는 경우가 많으므로 유념해야 한다. 집중력과 물건에 대한 집착이 매우 강해서 훈련에 잘 반응하나 산책시에는 다른 동물을 쫓아 도로로 갑자기 뛰어나가거나 좁은 구멍 속으로 파고들지 않도록 리드줄을 매야 한다. 테리어 사냥개답게 산을 잘 타고 헤엄을 잘 치며, 기본적으로 사람이 갈 수 있는 곳이라면 어디든 함께 갈 수 있다. 워낙 장난기가 많고 수렵 본능이 강한 탓에 곁에 개나 고양이를 위시한 다른 애완동물이나 미취학 연령 아동이 있는 경우는 세심한 통제를 요한다.

## 혈통

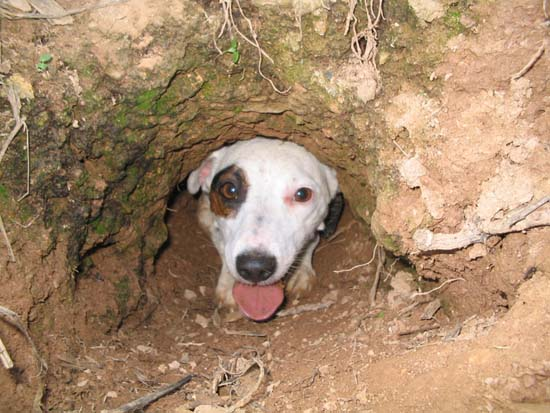
땅굴 밖으로 나오는 잭 러셀 테리어. 스무스 타입.

잭 러셀 테리어의 직계 조상은 화이트 잉글리시 테리어로 대표되는 영국산의 워킹 테리어(Working Terrier), 즉 땅속까지 직접 파고들어 소형 동물을 사냥하는 일에 실제로 종사하는 (주로 흰색의) 테리어 사역견들이었지만, 20세기 후반에 혈통이 현대화되면서 미국과 유럽, 오스트레일리아, 일본 등지에서 가정견으로 높은 인기를 누리고 있다. 가정견의 경우 오스트레일리아의 전문 브리더들에 의해 웰시 코기 펨브로크의 혈통이 도입된 탓에 몸통에 비해 다리가 짧으며 성질이 조금 유순해진 타입이 늘어났다. 2004년에 사냥개를 이용한 수렵 금지법(The Hunting Act)이 통과된 영국을 제외한 전 세계에서 지금도 땅굴 속 동물 사냥에 쓰이는 유일한 견종이다. 뛰어난 도약력과 민첩성이 요구되는 애견용 원반 장난감 경기에서도 각광을 받는다.
파생 견종인 파슨 러셀 테리어, 러셀 테리어, 아이리시 잭 러셀 테리어는 각국 애견 협회의 이해 관계와 워킹 테리어에 대한 시각 차이에서 비롯된 품종 분류이며, 외모 기준이 조금씩 다르다는 점을 제외하면 혈통상으로는 잭 러셀 테리어와 동일하다고 해도 무방하다.

## 주요 질병
체계적으로 교배된 잭 러셀 테리어는 다른 소형 견종에 비하면 유전적 다양성이 풍부한 덕에 선천성 질환이 적은 편이다. 그러나 피부 트러블, 고관절 이형성증, 백내장 등에는 주의할 필요가 있다.

## 대중 문화

### 영화
- 짐 캐리 주연의 코미디 영화《마스크》(1994)에서 주인공의 총명한 애견 '마일로'를 연기한 품종으로 유명하다. 본명은 맥스(Max).
- 미국 공영방송 PBS의 어린이용 TV쇼인《위시본》(1995-1998)의 주인공인 말하는 개 위시본으로 출연한 품종이다.
- 진 해크먼과 덴절 워싱턴 주연의 전쟁 스릴러 《크림슨 타이드》(1995)에서 잠수함 함장인 해크먼의 애견으로 출연했다.
- 2011년 제64회 칸 영화제에서 남우 주연상을 받은 미셸 아자나비시우스의 《아티스트》에서 주인공인 무성영화 스타 조지 밸런타인의 애견 잭(Jack)으로 출연한 품종이다. 잭 역할을 열연한 어기(Uggie) 역시 같은 해의 제11회 황금 종려견상(Palm Dog)을 수상했다. 2001년에 시작된 황금종려견상은 칸 영화제 대상인 황금 종려상(Palme d'Or)을 패러디한 비공식적인 상으로, 칸 출품작에 출연해서 가장 훌륭한 연기를 보인 개를 대상으로 한다. 황금 종려견상 수상견에게는 'Palm Dog'이라고 쓰여진 개목걸이와 진 한 병이 주어진다.
- 이완 맥그리거 주연의 《비기너스》(2010)에서 아서 역으로 출연한 코스모(Cosmo)는 《강아지 호텔》(2009), 《몰 캅》(2009)에서도 열연을 펼친 베테랑이다. 비기너스를 위해 하얀색 몸에 갈색 반점을 칠하는 변신을 시도했으며, 눈빛 하나로 주인공들을 이해하고 위로하는 내면 연기까지 선보인다. 촬영 당시 감독은 코스모의 연기에 매료되어, 코스모가 등장하는 장면에 자막을 넣어 이완 맥그리거와 대화하는 장면을 구상해냈다.